# Rodolfo Benavides
Rodolfo Benavides ¿? Pachuca, Hidalgo, México, 28 de julio de 1907 - Ciudad de México, México, 14 de enero de 1998) fue un escritor mexicano

## Biografía
Rodolfo Benavides trabajó como minero desde su adolescencia, posteriormente realizaría labores de bracero en los Estados Unidos, estuvo preso en las islas Marías debido a su militancia comunista, ahí conoce al escritor mexicano José Revueltas, posteriormente ya en la madurez publicaría novelas de temática esotérica, metafísica y ocultista, así como ensayos históricos, algunas de sus obras fueron traducidas al inglés y francés.

## Obras

### Novelas
- Las cuentas de mi rosario, Distribución Iberoamericana de Publicaciones, 1950
- La vertiente, Distribución Iberoamericana de Publicaciones, 1950
- El doble nueve, Distribución Iberoamericana de Publicaciones, 1951
- Evasión, Distribución Iberoamericana de Publicaciones, 1951
- Rumbos humanos, EDIMUSA, 1954
- Levantando la cortina, Talleres Gráficos de Laguna Mayrán, 1956
- En la noche de los tiempos, s.p.i., 1966
- ...Entonces seremos dioses, EDIMUSA (La Senda Viviente) 1967
- La maldición negra, edimusa, 1968
- La visita del muerto Relatos de hechos verídicos, Editores Mexicanos Unidos, 1977
- Torbellino de sombras Relatos de un moribundo, 1979
- Relato de un viaje al más allá, Diana, 1983

### Series
- Las Dramáticas Profecías de la Gran Pirámide, 1960

### Ensayos
- El tarot profético y la Gran Pirámide, Editores Mexicanos Unidos, 1972
- La escritura, huella del alma Manual práctico de grafología, Diana, 1979
- Experiencias Paranormales, Diana, 1982
- La verdad está en las manos , Diana 1986
- ¿Qué le sucede al mundo, Diana, 1990
- Las Dramáticas Profecías de la Gran Pirámide 25 años después, 1985
- Diccionario de los sueños, Diana, 1992
- A Río Revuelto, Ganancia de Pescadores, Diana, 1994

## Reconocimientos
- Medalla Post Mortem Miguel Hidalgo y Costilla, 2012, otorgado por el gobierno del Estado de Hidalgo.[3]